# 曹健林
曹健林（1955年10月—），男，湖南永兴人，中华人民共和国政治人物。复旦大学物理系本科毕业，中国科学院长春光学精密机械研究所与日本东北大学联合培养博士学位，中国科学院长春光学精密机械研究所博士后。曾任中国科学院长春光学精密机械研究所研究员、常务副所长、所长。

## 生平
2001年6月，中国科学技术协会第六次全国代表大会召开，并选举其出任第六届全国委员会常务委员。2003年11月，任中国科学院院长助理兼光电研究院院长。2005年，任中国科学院副院长。后担任中华人民共和国科学技术部副部长，中国光学学会副理事长。2015年11月，卸任科技部副部长一职。2018年1月，当选第十三届全国政协委员。